# Santálština
Santálština (santálsky ᱥᱟᱱᱛᱟᱲᱤ) je jazyk patřící mezi austroasijské jazyky, v rámci kterých se řadí do podskupiny mundských jazyků (spolu s jazyky ho a mundari).

Ukázka santálského písma Ol čiki

Santálština je jazyk etnické skupiny Santálců. Používá se především v Indii, v některých částech států Ásám, Bihár, Džhárkhand, Mizóram, Urísa, Tripura a Západní Bengálsko. Krom toho se používá i v některých částech Nepálu, Bangladéše a Bhútánu. Celkových počet mluvčích se odhaduje zhruba na 7, 5 milionů, což ze santálštiny činí nejen nejrozšířenější mundský jazyk vůbec, ale i třetí nejrozšířenější austroasijský jazyk (po vietnamštině a khmerštině).
Santálština má vlastní písmo, které se nazývá Ol čiki. Slovosled jazyka je SOV (subjekt - objekt - sloveso).

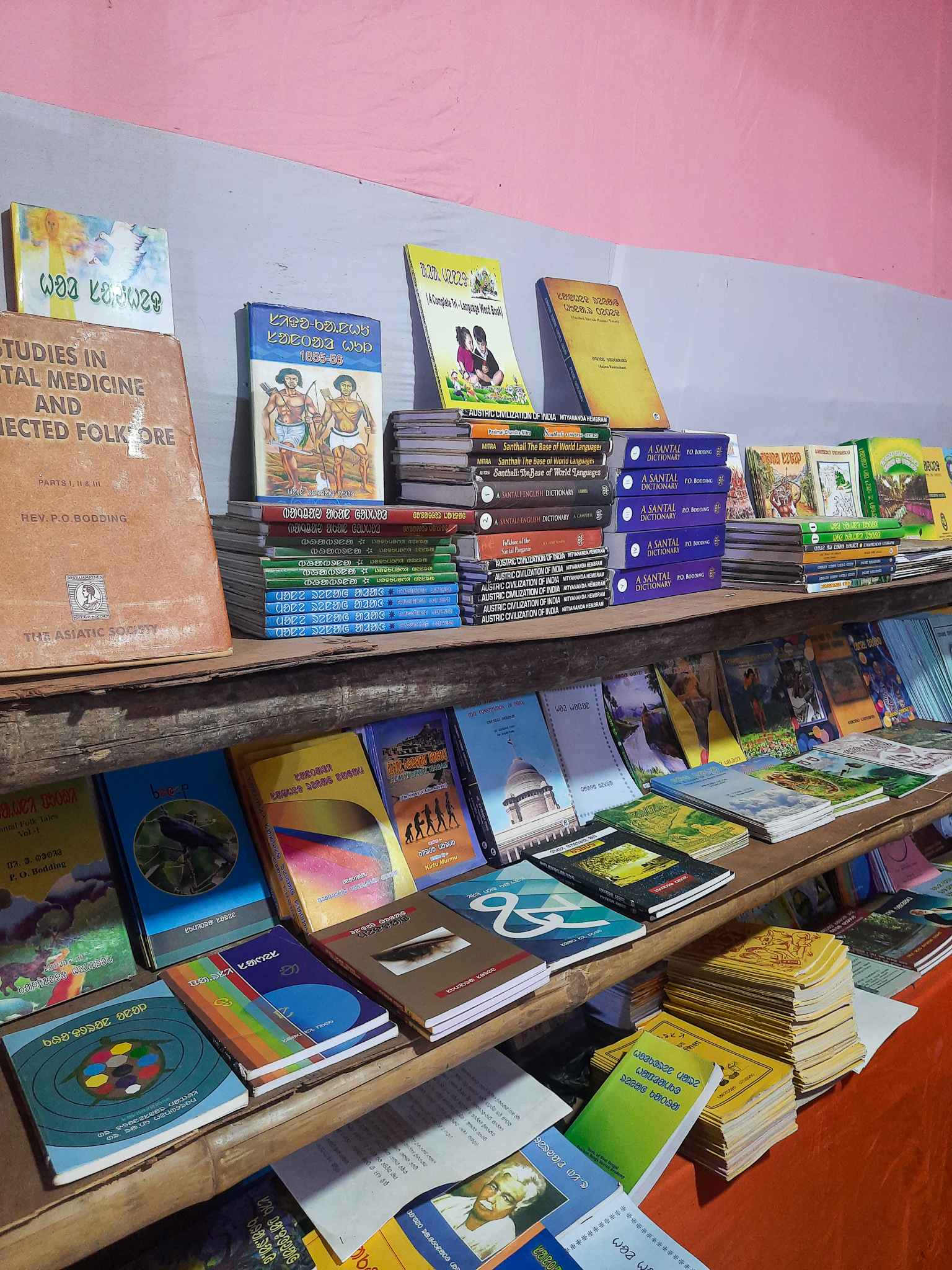
Santálské knihy na knižním festivalu v Majúrbhaňdž

## Historie
Mundské jazyky se na indický subkontinent (na pobřeží Urísy) dostaly nejspíše před 4000-3500 lety z jihovýchodní Asie. Až do 19. století santálština neměla psanou formu a jazyk se předával ústně z generace na generaci. Větší zájem o santálštinu přišel až s evropskou kolonizací. Evropští antropologové, entografové a misionáři začali jazyk studovat, začali sbírat santálské písně a pověsti. Krom toho vymysleli první zápisy santálštiny, ať už v latnice, orijském písmu nebo bengálském písmu. V roce 1925 vymyslel básník Raghunath Murmu nové písmo určené přímo pro santálštinu, které nazval Ol čiki. Písmo publikoval v roce 1939 a brzy poté se začalo používat v Indii, v Bangladéši se ovšem často pro zápis santálštiny používá písmo bengálské.
V roce 2003 byla santálština v rámci indické ústavy uznána jako oficiální regionální jazyk. V indických státech Džárkhand a Západní Bengálsko je jedním z úředních jazyků.
V roce 2018 byla spuštěna santálská verze Wikipedie.

## Dialekty
Mezi nejdůležitější santálské dialekty patří kamari-santali, khole, lohari-santali, mahali, manjhi a paharia.

## Ukázka jazyka
Základní číslovky v santálštině. V tabulce jsou slova zobrazena jak v Ol čiki, tak i v přepisu do latinky:
| 1   | ᱢᱤᱫ   | mit'  |
| 2   | ᱵᱟᱨ   | bar   |
| 3   | ᱯᱮ    | pɛ    |
| 4   | ᱯᱩᱱ   | pon   |
| 5   | ᱢᱚᱬᱮ  | mɔ̃ɽɛ̃  |
| 6   | ᱛᱩᱨᱩᱭ | turui |
| 7   | ᱮᱭᱟᱭ  | ɛyae  |
| 8   | ᱤᱨᱟᱹᱞ | irəl  |
| 9   | ᱟᱨᱮ   | arɛ   |
| 10  | ᱜᱮᱞ   | gɛl   |
| 20  | ᱤᱥᱤ   | isi   |
| 100 | ᱥᱟᱭ   | sae   |